# Wilsford (Pewsey Vale)
Wilsford – wieś i civil parish w Anglii, w hrabstwie Wiltshire, w dystrykcie (unitary authority) Wiltshire. Leży 27 km na północ od miasta Salisbury i 122 km na zachód od Londynu. W 2001 roku civil parish liczyła 58 mieszkańców. Wilsford jest wspomniana w Domesday Book (1086) jako Wivlesford.